# 宋永彰
宋永彰（1958年4月12日—），韓國男演員。

## 影視作品

### 電視劇
- 1991年：KBS《燒傷像蠟燭》
- 1992年：KBS《三國記》飾演 武烈王
- 1998年：SBS《擁抱》
- 2000年：SBS《火花》飾演 朴智泰
- 2002年：KBS《太祖王建》
- 2017年：OCN《壞傢伙們：惡的都市》飾演 裴尚道
- 2019年：tvN《自白》飾演 吳澤鎮
- 2019年：OCN《所有人的謊言》飾演 洪民國
- 2021年：OCN《Times》飾演 白圭民
- 2021年：tvN/OCN《Hometown》飾演 梁源澤
- 2021年：JTBC《孔雀都市》飾演 鄭必成
- 2022年：JTBC《模範刑警2》飾演 崔龍根
- 2022年：JTBC《The Empire：法之帝國》飾演 韓建道
- 2022年：JTBC《Cleaning Up》飾演 宋佑昌
- 2022年：Disney+ 《舊案尋兇》飾演 安衡友
- 2023年：JTBC《代理公司》飾演 姜永浩
- 2023年：JTBC《車貞淑醫生》飾演 吳昌奎（特別出演）
- 2023年：Channel A《假面的女王》飾演 姜日久
- 2023年：ENA《惡人傳記》飾演 文相國
- 2023年：wavve《交易》飾演 具子国（特別出演）
- 2024年：Netflix《魷魚遊戲2》飾演 林正大

### 電影
- 1990年：《我的愛，我的新娘》
- 1993年：《初戀》
- 1998年：《情事》
- 2000年：《反則王》
- 2005年：《刑事》
- 2007年：《原聲追兇》
- 2007年：《M》
- 2008年：《有仇必報》
- 2009年：《蝙蝠：血色情慾》
- 2009年：《梨泰院殺人事件》
- 2009年：《我的愛在我身邊》
- 2009年：《田禹治：超時空爭霸》
- 2010年：《大叔》
- 2010年：《猜謎王》
- 2011年：《白鯨》
- 2011年：《Hit》
- 2012年：《與犯罪的戰爭：壞家伙的全盛時代》
- 2012年：《人類滅亡報告書》
- 2012年：《鐵線蟲》飾演 金院長
- 2013年：《蒙太奇》飾演 漢哲
- 2013年：《強哲》飾演 煥圭（特別出演）
- 2013年：《辯護人》飾演 法官
- 2014年：《高跟鞋》飾演 許付
- 2014年：《逆鱗》飾演 具善福
- 2014年：《群盜：民亂的時代》飾演 趙元淑
- 2015年：《今天的戀愛》飾演 本部長（友情出演）
- 2015年：《朝我的心臟開槍》飾演 萊克特院長
- 2015年：《殺人委托》飾演 法官（特別出演）
- 2015年：《奸臣》飾演 劉子光
- 2015年：《絕密搜查》飾演 恩珠爸爸
- 2015年：《老手》飾演 趙會長
- 2016年：《潘朵拉 (2016年電影)》飾演 新任本部長
- 2017年：《王者》飾演 李學哲
- 2017年：《海冰》飾演 趙慶煥/南仁洙
- 2017年：《南漢山城》飾演 金瑬
- 2018年：《兄弟》飾演 堂叔
- 2018年：《她們的故事》飾演 釜山市長（友情出演）
- 2018年：《麻藥王》飾演 UN大使
- 2018年：《國家破產之日》飾演 老紳士
- 2019年：《辭典》飾演 劉浣澤
- 2019年：《惡霸警察（朝鲜语：악질경찰 (2019년 영화)）》飾演 鄭利享
- 2020年：《正直的候選人》飾演 李雲學
- 2020年：《从邪恶中拯救我》飾演 春成
- 2020年：《詐騙犯（朝鲜语：스윈들러)）》飾演 張牧師
- 2020年：《盗墓同盟》飾演 尚吉
- 2022年：《Hunt》飾演 姜武永國家安全企劃部部長
- 2022年：《我記得》飾演 鄭伯真

## 外部連結
- NAVER